# Danny Boyle
Danny Boyle, britanski režiser in producent, * 20. oktober 1956, Manchester, Anglija. 

## Življenje
Boyle je svojo kariero začel kot režiser v enem od londonskih gledališč. Leta 1982 je postal direktor kraljevskega gledališča v Londonu. 
Konec osemdesetih let 20. stoletja se je posvetil televiziji ter sodeloval pri različnih nadaljevankah kot režiser in producent. 
Z dvema dolgoletnim prijateljema, Andrewom MacDonaldom in Johnom Hodgem, je leta 1994 posnel film Shallow grave. Film z majhnim proračunom (le 1,5 milijona funtov) je postal uspešnica. 
Ista ekipa je nato posnela film po romanu Irvina Welsha, Trainspotting. Film o odvisnikih je postal eden najbolj dobičkonosnih britanskih filmov 90ih let 20. stoletja. 
Leta 1997 je Boyle posnel svoj prvi ameriški film, A life less ordinary, ki je popolnoma »pogorel«, tako pri gledalcih kakor tudi pri kritikih. Isto se je dogodilo filmu Obala (2000).  
Toda leta 2002 mu je ponovno uspela uspešnica, 28 dni pozneje. Ta film o zombijih je bil skoraj v celoti posnet z digitalno MiniDV kamero, v njem je Boyle širši javnosti tudi predstavil glasbo precej neznane kanadske glasbene skupine Godspeed You! Black Emperor. 
Po filmu Millions se je lotil snemanja filma Sončna svetloba (Sunshine).
Svoj največji uspeh pa je Boyle dosegel z najnovejšim filmom iz leta 2008 - Revnim milijonarjem, za katerega je prejel svojega prvega oskarja za režijo.
Prav tako je  letu 2025 posnel nadaljevanje uspešnice "28 dni pozneje" z imenom 28 let pozneje.